# Mua lại cổ phần
Mua lại cổ phần là một trong những biện pháp nhằm tăng cường kiểm soát công ty và tăng giá cổ phần đã được bậc thầy đầu tư cổ phiếu Warren Buffett đề cập đến nhiều lần, được đưa vào các giáo trình tài chính doanh nghiệp và đưa vào điều lệ của tất cả các công ty cổ phần.

## Tác dụng của việc mua lại cổ phần
Tác dụng đầu tiên có thể thấy là làm gia tăng lợi nhuận cho nhà đầu tư đang nắm giữ cổ phiếu đó. Công ty chỉ mua lại cổ phần khi kết quả kinh doanh tốt và dư giả tiền mặt. Việc mua lại cổ phần sẽ giới hạn số cổ đông được chia cổ tức, làm cho số cổ tức được chia tăng lên, tức lợi nhuận trên mỗi cổ phần (EPS) cũng tăng lên.
Nhìn từ góc độ kỹ thuật, việc mua lại sẽ giúp cải thiện một số chỉ số tài chính cơ bản của công ty. Mua lại sẽ làm giảm lượng tiền mặt, trong khi đó tiền mặt cũng chính là một tài sản, điều này dẫn đến suất sinh lợi trên tổng tài sản (ROA) tăng lên đáng kể.
Nếu cùng lúc nhiều công ty niêm yết mua lại cổ phiếu sẽ làm giảm đáng kể khối lượng cổ phiếu đang lưu hành, từ đó giảm áp lực pha loãng cổ phiếu do các đợt phát hành cổ phiếu ồ ạt gây ra. Điều này có thể góp phần hữu hiệu giảm bớt nguồn cung chứng khoán trên thị trường nói chung, làm giá cổ phiếu có xu hướng tăng lên.
Do các tác động trên, thực tế còn nảy sinh cả tác động tốt về mặt tâm lý với nhà đầu tư khi có tin về việc mua lại cổ phần. Diễn biến trên thị trường chứng khoán Việt Nam trong tháng 8/2008 đã chứng minh điều đó.

## Mua lại cổ phần theo quyết định của Công ty
Thông thường, một công ty có quyền mua lại không quá 30% tổng số cổ phần phổ thông đã bán, một phần hoặc toàn bộ cổ phần loại khác đã bán theo quy định sau đây:
- Hội đồng quản trị nếu có quyết định mua lại cổ phần thường sẽ quyết định giá và các điều lệ sẽ không cho phép mua lại quá 10% tổng số cổ phần của từng loại đã được chào bán trong mỗi 12 tháng. Trong nhiều trường hợp khác, việc mua lại cổ phần sẽ do Đại hội đồng cổ đông quyết định. Đối với các công ty niêm yết, việc này còn phải công bố rộng rãi trước công chúng.
- Hội đồng quản trị bao giờ cũng quyết định giá mua lại đối với các cổ phần phổ thông và giá mua lại không được cao hơn giá thị trường tại thời điểm mua lại, trừ trường hợp có các thỏa thuận đặc biệt qua các giao dịch thỏa thuận. Đối với loại cổ phần khác thì giá mua lại không được thấp hơn giá thị trường.
- Công ty cũng có thể mua lại cổ phần của từng cổ đông; tương ứng với tỷ lệ cổ phần của họ trong công ty đó. Quyết định mua lại cổ phần của công ty thường phải được thông báo bằng phương thức đảm bảo đến được tất cả các cổ đông kể từ ngày quyết định đó được thông qua.

Thông báo này phải có tên, địa chỉ trụ sở chính của công ty, tổng số cổ phần và loại cổ phần được mua lại, giá mua lại, hoặc nguyên tắcđịnh giá mua lại, thủ tục và thời hạn thanh toán, thủ tục và thời hạn để cổ đông chào bán cổ phần của họ cho công ty.
Cổ đông đồng ý bán lại cổ phần, theo quy định thường thấy phải gửi bản chào bán cổ phần của mình bằng phương thức bảo đảm đến được công ty trong thời hạn 30 ngày, kể từ ngày thông báo. Chào bán phải có họ tên, địa chỉ thường trú, số giấy chứng minh nhân dân, hộ chiếu hoặc chứng thực cá nhân hợp pháp khác đối với cổ đông sáng lập là cá nhân; tên, địa chỉ thường trú, quốc tịch, số quyết định thành lập hoặc số đăng ký kinh doanh đối với cổ đông là tổ chức; số cổ phần sở hữu và số cổ phần chào bán; phương thức thanh toán; chữ ký của cổ đông hoặc người đại diện theo pháp luật của công ty. Công ty chỉ mua lại cổ phần được chào bán trong thời hạn nói trên.

## Điều kiện thanh toán và xử lý các cổ phần được mua lại
- Công ty thường sẽ chỉ được quyền thanh toán cổ phần được mua lại cho cổ đông theo các quy định riêng của công ty đó và với điều kiện nếu ngay sau khi thanh toán hết số cổ phần được mua lại, công ty vẫn đảm bảo thanh toán đủ các khoản n và nghĩa vụ tài chính khác.
- Cổ phần được mua lại theo quy định được coi là cổ phần thu về và thuộc số cổ phần được quyền chào bán.
- Để đảm bảo an toàn, cổ phiếu xác nhận quyền sở hữu cổ phần đã được mua lại phải được tiêu hủy ngay sau khi cổ phần tương ứng đã được thanh toán đủ. Chủ tịch Hội đồng quản trị và Giám đốc, Tổng giám đốc phải liên đới chịu trách nhiệm về thiệt hại do không tiêu huỷ hoặc chậm tiêu huỷ cổ phiếu gây ra đối với công ty.
- Sau khi thanh toán hết số cổ phần mua lại, nếu tổng giá trị tài sản được ghi trong sổ kế toán của công ty giảm hơn 10% thì công ty phải thông báo cho tất cả các chủ nợ biết trong thời hạn mười lăm ngày, kể từ ngày thanh toán hết số cổ phần mua lại.

## Các trường hợp mua lại cổ phần đã được biết đến
Warren Buffett đã nhiều lần cho mua lại cổ phần của các công ty ông lãnh đạo.
Ngày 6/7/2001, RadioShack cho biết, vụ mua bán này cho phép công ty giành lại toàn bộ cổ phần 25% (88 triệu USD) của Microsoft trong website Radioshack.com. Tuy vậy, hai công ty vẫn tiếp tục hợp tác trong lĩnh vực tiếp thị, giúp khách hàng của RadioShack dùng thử các chương trình và sản phẩm trực tuyến của Microsoft trên site RadioShack.com.
Warren Buffett, với tư cách là đại cổ dông của nhiều công ty lớn đã nhiều lần khuyến khích các công ty mua lại cổ phần của mình trên thị trường chứng khoán.
Tại Việt Nam, việc mua lại cổ phần được quy định trong Luật doanh nghiệp, tuy nhiên, vì chưa hiểu rõ tác động của hành vi tài chính này nên chưa có nhiều công ty thực hiện. Với riêng ngành ngân hàng, theo công văn ban hành vào 7/8/2008 của Ngân hàng Nhà nước, các ngân hàng thương mại cổ phần cũng được quyền tự mua lại cổ phiếu của chính mình.
Các ngân hàng thương mại cổ phần với tư cách là các công ty cổ phần đã đăng ký trở thành công ty đại chúng có quyền mua lại cổ phiếu của chính mình. Việc mua cổ phiếu này được thực hiện theo quy định của Bộ Tài chính.